# Wermland Paper

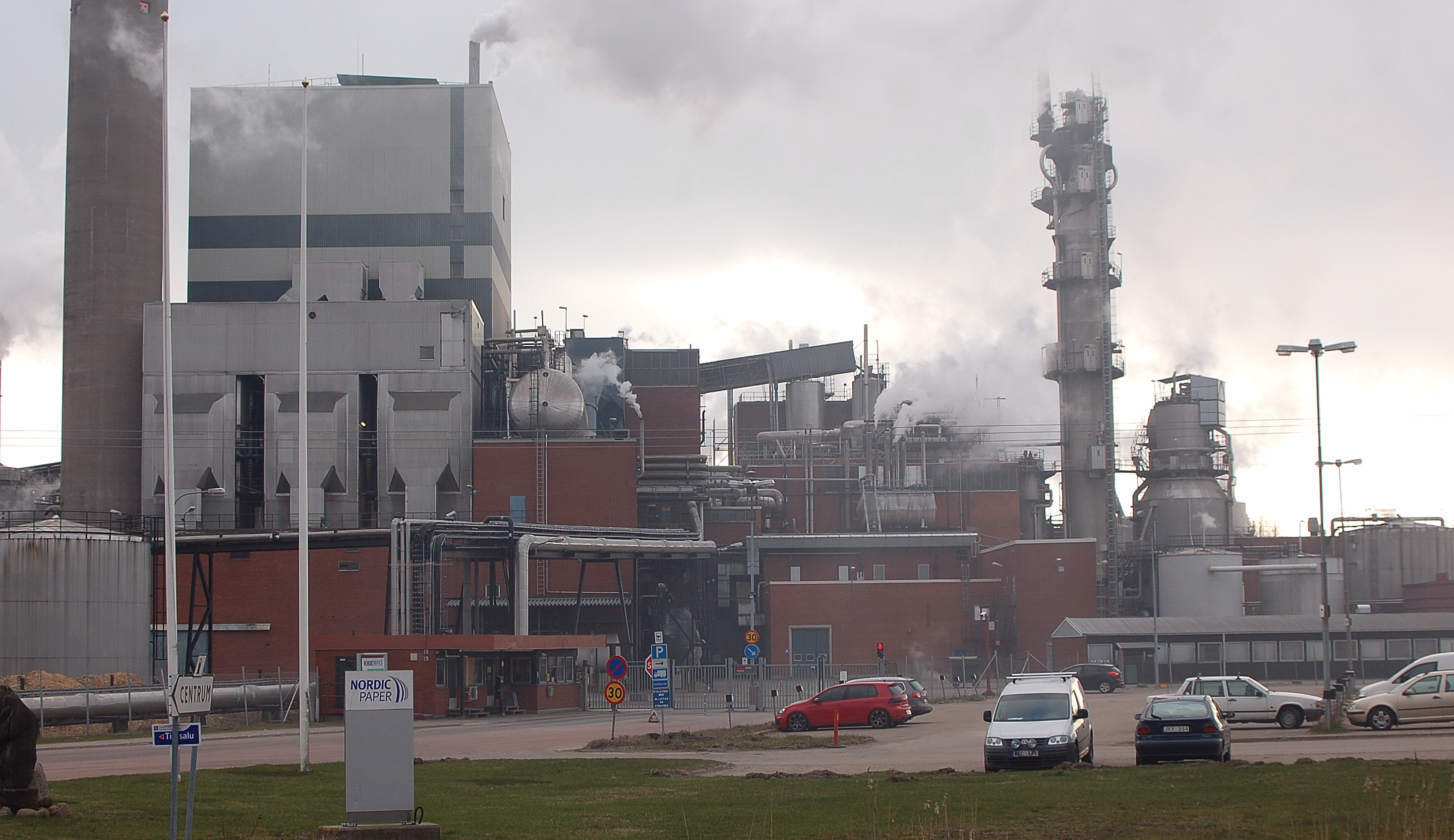
Bäckhammars bruk

Wermland Paper AB var ett svenskt skogsindustriföretag, som bildades 2003 genom en sammanslagning av Bäckhammars bruk och Åmotfors bruk.
Wermland Paper tillverkade oblekt kraftpapper, säckpapper och tekniska specialpapper, varav omkring 80 % på export, i Bäckhammar och Åmotfors.
Wermland Paper ägdes först av det 1986 bildade investmentbolaget Procuritas, som 2008 sålde det till Nordic Paper med verksamhet i Säffle och i Greåker i Norge.